# Jerzy Seweryn Ostrowski

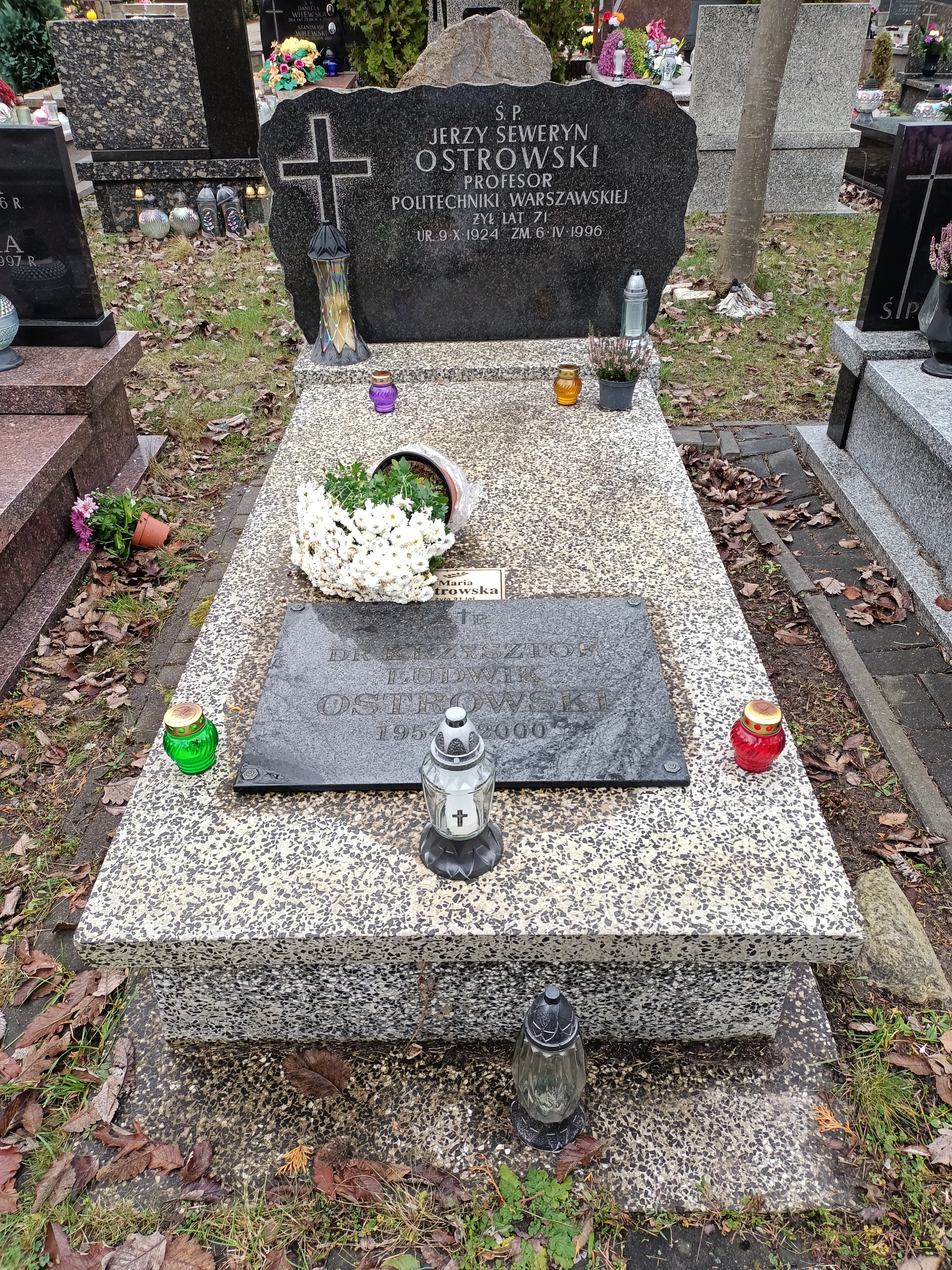
Grób profesora Jerzego Seweryna Ostrowskiego na Cmentarzu Komunalnym Północnym

Jerzy Seweryn Ostrowski (ur. 9 października 1924 w Częstochowie, zm. 6 kwietnia 1996 w Warszawie) – polski inżynier mechanik specjalizujący się w aerodynamice eksperymentalnej, profesor nadzwyczajny Politechniki Warszawskiej.

## Życiorys
Podczas okupacji hitlerowskiej działał w ruchu oporu, po zakończeniu wojny odbył przymusową służbę wojskową. Następnie zamieszkał w Warszawie, gdzie studiował na Politechnice Warszawskiej. Po zakończeniu studiów pracował w Centralnej Komisji Planowania, w 1952 otrzymał etat asystenta w Katedrze Aerodynamiki na Wydziale Lotnictwa Politechniki Warszawskiej. Następnie kierował Zakładem Aerodynamiki oraz był prodziekanem Wydziału Wydziału Mechanicznego Energetyki i Lotnictwa. Należał do grupy założycieli Instytutu Techniki Lotniczej i Mechaniki Stosowanej, zajmował tam stanowisko wicedyrektora, a następnie przez ponad dziesięć lat dyrektora. Głównym przedmiotem badań prof. Jerzego Seweryna Ostrowskiego była mechanika płynów, szczególnie w zakresie aerodynamiki doświadczalnej, tematem pracy doktorskiej był opływ płatów skośnych. Badał również profile lotnicze, szczególnie w szybowcach, a także przepływy przyścienne i turbulencje. Poza tematyką związaną z lotnictwem stosując tunele aerodynamiczne badał w warunkach laboratoryjnych przewietrzalność terenów zabudowanych, stref ochronnych przy zakładach przemysłowych, dyfuzję zanieczyszczeń oraz opływów samochodów. Przez wiele lat należał do Komitetu Mechaniki Polskiej Akademii Nauk.
Pochowany na Cmentarzu Komunalnym Północnym w Warszawie (kw. S-III-14-V-3).